# Hank Palmer
Hank Palmer, född 16 mars 1985, är en friidrottare från Kanada. Han deltog vid olympiska sommarspelen 2008.